# Іван Кордоба
Іван Кордоба (італ. Iván Córdoba, нар. 11 серпня 1976, Ріонегро) — колишній колумбійський футболіст, захисник.

## Клубна кар'єра
У дорослому футболі дебютував 1994 року виступами за «Депортіво Ріонегро», в якому провів два сезони, взявши участь у 42 матчах чемпіонату.
Своєю грою за цю команду привернув увагу представників тренерського штабу «Атлетіко Насьйональ», до складу якого приєднався 1996 року. Відіграв за команду з Медельїна наступні два сезони своєї ігрової кар'єри. Більшість часу, проведеного у складі «Атлетіко Насьйональ», був основним гравцем захисту команди.
1998 року уклав контракт з «Сан-Лоренсо», у складі якого провів наступні два роки своєї кар'єри гравця. Граючи у складі «Сан-Лоренсо» також здебільшого виходив на поле в основному складі команди.
До складу «Інтернаціонале» приєднався в січні 2000 року за 16 млн євро. Разом з клубом став чотириразовим володарем Кубка Італії, чотириразовим володарем Суперкубка Італії, п'ятиразовим чемпіоном Італії та переможцем Ліги чемпіонів УЄФА.
Наразі встиг відіграти за «нераззуррі» 322 матчі в національному чемпіонаті.

## Виступи за збірні
Залучався до складу молодіжної збірної Колумбії. На молодіжному рівні зіграв у 11 офіційних матчах, забив 1 гол.
16 червня 1997 року дебютував в офіційних матчах у складі національної збірної Колумбії. Наразі провів у формі головної команди країни 73 матчі, забивши 5 голів.
У складі збірної був учасником розіграшу Кубка Америки 1997 року у Болівії, чемпіонату світу 1998 року у Франції, розіграшу Кубка Америки 1999 року у Прагваї, домашнього розіграшу Кубка Америки 2001 року, здобувши того року титул континентального чемпіона, розіграшу Кубка Конфедерацій 2003 року у Франції, та розіграшу Кубка Америки 2007 року у Венесуелі.

## Статистика виступів

### Статистика клубних виступів
| Сезон                           | Команда                         | Чемпіонат                       | Чемпіонат | Чемпіонат | Національний кубок | Національний кубок | Національний кубок | Континентальні кубки | Континентальні кубки | Континентальні кубки | Інші змагання | Інші змагання | Інші змагання | Усього | Усього |
| Сезон                           | Команда                         | Ліга                            | Ігор      | Голів     | Ліга               | Ігор               | Голів              | Ліга                 | Ігор                 | Голів                | Ліга          | Ігор          | Голів         | Ігор   | Голів  |
| ------------------------------- | ------------------------------- | ------------------------------- | --------- | --------- | ------------------ | ------------------ | ------------------ | -------------------- | -------------------- | -------------------- | ------------- | ------------- | ------------- | ------ | ------ |
| 1994                            | «Депортіво Ріонегро»            | КПВ                             | 16        | 0         | —                  | —                  | —                  | —                    | —                    | —                    | —             | —             | —             | 16     | 0      |
| 1995                            | «Депортіво Ріонегро»            | КПВ                             | 26        | 1         | —                  | —                  | —                  | —                    | —                    | —                    | —             | —             | —             | 26     | 1      |
| Усього за «Депортіво Ріонегро»  | Усього за «Депортіво Ріонегро»  | Усього за «Депортіво Ріонегро»  | 42        | 1         |                    |                    |                    |                      |                      |                      |               |               |               | 42     | 1      |
| 1996                            | «Атлетіко Насьйональ»           | ФПК                             | 31        | 1         | —                  | —                  | —                  | —                    | —                    | —                    | —             | —             | —             | 31     | 1      |
| 1997                            | «Атлетіко Насьйональ»           | ФПК                             | 42        | 0         | —                  | —                  | —                  | —                    | —                    | —                    | —             | —             | —             | 42     | 0      |
| Усього за «Атлетіко Насьйональ» | Усього за «Атлетіко Насьйональ» | Усього за «Атлетіко Насьйональ» | 73        | 1         |                    |                    |                    |                      |                      |                      |               |               |               | 73     | 1      |
| 1997-98                         | «Сан-Лоренсо»                   | ПД                              | 24        | 2         | —                  | —                  | —                  | —                    | —                    | —                    | —             | —             | —             | 24     | 2      |
| 1998-99                         | «Сан-Лоренсо»                   | ПД                              | 35        | 6         | —                  | —                  | —                  | —                    | —                    | —                    | —             | —             | —             | 35     | 6      |
| Усього за «Сан-Лоренсо»         | Усього за «Сан-Лоренсо»         | Усього за «Сан-Лоренсо»         | 59        | 8         |                    |                    |                    |                      |                      |                      |               |               |               | 59     | 8      |
| 1999-00                         | «Інтернаціонале»                | A                               | 19+1      | 0         | КІ                 | 5                  | 0                  | —                    | —                    | —                    | —             | —             | —             | 25     | 0      |
| 2000-01                         | «Інтернаціонале»                | A                               | 23        | 0         | КІ                 | 3                  | 1                  | ЛЧ+КУЄФА             | 2+7                  | 0                    | —             | —             | —             | 35     | 1      |
| 2001-02                         | «Інтернаціонале»                | A                               | 30        | 1         | КІ                 | 1                  | 0                  | КУЄФА                | 11                   | 0                    | —             | —             | —             | 42     | 1      |
| 2002-03                         | «Інтернаціонале»                | A                               | 28        | 1         | КІ                 | 1                  | 0                  | ЛЧ                   | 16                   | 1                    | —             | —             | —             | 45     | 2      |
| 2003-04                         | «Інтернаціонале»                | A                               | 31        | 1         | КІ                 | 5                  | 0                  | ЛЧ                   | 11                   | 0                    | —             | —             | —             | 47     | 1      |
| 2004-05                         | «Інтернаціонале»                | A                               | 32        | 3         | КІ                 | 4                  | 0                  | ЛЧ                   | 10                   | 0                    | —             | —             | —             | 46     | 3      |
| 2005-06                         | «Інтернаціонале»                | A                               | 35        | 4         | КІ                 | 3                  | 0                  | ЛЧ                   | 9                    | 0                    | СІ            | 1             | 0             | 48     | 4      |
| 2006-07                         | «Інтернаціонале»                | A                               | 29        | 0         | КІ                 | 5                  | 1                  | ЛЧ                   | 7                    | 0                    | СІ            | 0             | 0             | 41     | 1      |
| 2007-08                         | «Інтернаціонале»                | A                               | 20        | 3         | КІ                 | 1                  | 0                  | ЛЧ                   | 5                    | 0                    | СІ            | 1             | 0             | 27     | 3      |
| 2008-09                         | «Інтернаціонале»                | A                               | 28        | 2         | КІ                 | 2                  | 0                  | ЛЧ                   | 7                    | 0                    | СІ            | 0             | 0             | 37     | 2      |
| 2009-10                         | «Інтернаціонале»                | A                               | 21        | 0         | КІ                 | 2                  | 0                  | ЛЧ                   | 2                    | 0                    | СІ            | 0             | 0             | 25     | 0      |
| 2010-11                         | «Інтернаціонале»                | A                               | 22        | 0         | КІ                 | 1                  | 0                  | ЛЧ                   | 5                    | 0                    | СІ+СУ+КЧС     | 0+0+2         | 0             | 30     | 0      |
| 2011-12                         | «Інтернаціонале»                | A                               | 4         | 0         | КІ                 | 1                  | 0                  | ЛЧ                   | 0                    | 0                    | СІ            | 0             | 0             | 6      | 0      |
| Усього за «Інтернаціонале»      | Усього за «Інтернаціонале»      | Усього за «Інтернаціонале»      | 322+1     | 15+0      |                    | 34                 | 2                  |                      | 92                   | 1                    |               | 4             | 0             | 453    | 18     |
| Усього за кар'єру               | Усього за кар'єру               | Усього за кар'єру               | 496+1     | 25+0      |                    | 34                 | 2                  |                      | 92                   | 1                    |               | 4             | 0             | 627    | 28     |

### Статистика виступів за збірну
| Дата       | Місто                   | Господарі      | Результат | Гості         | Турнір                                       | Голи | Примітки   |
| ---------- | ----------------------- | -------------- | --------- | ------------- | -------------------------------------------- | ---- | ---------- |
| 16/06/1997 | Санта-Крус-де-ла-Сьєрра | Колумбія       | 4 – 1     | Коста-Рика    | Копа Америка 1997 - груповий етап            | -    |            |
| 19/06/1997 | Санта-Крус-де-ла-Сьєрра | Бразилія       | 2 – 0     | Колумбія      | Копа Америка 1997 - груповий етап            | -    |            |
| 21/06/1997 | Ла-Пас                  | Болівія        | 2 – 1     | Колумбія      | Копа Америка 1997 - чвертьфінал              | -    |            |
| 20/07/1997 | Барранкілья             | Колумбія       | 1 – 0     | Еквадор       | Відбір до ЧС 1998                            | -    |            |
| 06/08/1997 | Кінгстон                | Ямайка         | 1 – 0     | Колумбія      | товариський матч                             | -    |            |
| 20/08/1997 | Барранкілья             | Колумбія       | 3 – 0     | Болівія       | Відбір до ЧС 1998                            | -    |            |
| 10/09/1997 | Барранкілья             | Колумбія       | 1 – 0     | Венесуела     | Відбір до ЧС 1998                            | -    |            |
| 08/10/1997 | Осло                    | Норвегія       | 0 – 0     | Колумбія      | товариський матч                             | -    |            |
| 16/11/1997 | Буенос-Айрес            | Аргентина      | 1 – 1     | Колумбія      | Відбір до ЧС 1998                            | -    |            |
| 22/04/1998 | Сантьяго                | Чилі           | 2 – 2     | Колумбія      | товариський матч                             | -    |            |
| 23/05/1998 | Нью-Йорк                | Колумбія       | 2 – 2     | Шотландія     | товариський матч                             | -    |            |
| 30/05/1998 | Франкфурт               | Німеччина      | 3 – 1     | Колумбія      | товариський матч                             | -    |            |
| 03/06/1998 | Брюссель                | Бельгія        | 2 – 0     | Колумбія      | товариський матч                             | -    |            |
| 09/02/1999 | Маямі                   | Колумбія       | 3 – 3     | Німеччина     | товариський матч                             | 1    |            |
| 22/04/1999 | Луке                    | Парагвай       | 0 – 2     | Колумбія      | товариський матч                             | -    |            |
| 17/06/1999 | Манісалес               | Колумбія       | 3 – 3     | Перу          | товариський матч                             | -    |            |
| 01/07/1999 | Асунсьйон               | Уругвай        | 0 – 1     | Колумбія      | Копа Америка 1999 - 1-й етап                 | -    |            |
| 04/07/1999 | Луке                    | Аргентина      | 0 – 3     | Колумбія      | Копа Америка 1999 - 1-й етап                 | 1    |            |
| 11/07/1999 | Луке                    | Колумбія       | 2 – 3     | Чилі          | Копа Америка 1999 - чвертьфінал              | -    |            |
| 13/10/1999 | Кордова                 | Аргентина      | 2 – 1     | Колумбія      | товариський матч                             | 1    |            |
| 28/03/2000 | Богота                  | Колумбія       | 0 – 0     | Бразилія      | Відбір до ЧС 2002                            | -    |            |
| 26/04/2000 | Ла-Пас                  | Болівія        | 1 – 1     | Колумбія      | Відбір до ЧС 2002                            | -    |            |
| 27/05/2000 | Нью-Йорк                | Ямайка         | 0 – 3     | Колумбія      | товариський матч                             | -    |            |
| 04/06/2000 | Богота                  | Колумбія       | 3 – 0     | Венесуела     | Відбір до ЧС 2002                            | 1    |            |
| 29/06/2000 | Богота                  | Колумбія       | 1 – 3     | Аргентина     | Відбір до ЧС 2002                            | -    |            |
| 19/07/2000 | Ліма                    | Перу           | 0 – 1     | Колумбія      | Відбір до ЧС 2002                            | -    |            |
| 25/07/2000 | Кіто                    | Еквадор        | 1 – 0     | Колумбія      | Відбір до ЧС 2002                            | -    |            |
| 15/08/2000 | Богота                  | Колумбія       | 1 – 0     | Уругвай       | Відбір до ЧС 2002                            | -    |            |
| 02/09/2000 | Сантьяго                | Чилі           | 0 – 1     | Колумбія      | Відбір до ЧС 2002                            | -    |            |
| 07/10/2000 | Богота                  | Колумбія       | 0 – 2     | Парагвай      | Відбір до ЧС 2002                            | -    |            |
| 11/07/2001 | Барранкілья             | Колумбія       | 2 – 0     | Венесуела     | Копа Америка 2001 - 1-й етап                 | -    |            |
| 14/07/2001 | Барранкілья             | Колумбія       | 1 – 0     | Еквадор       | Копа Америка 2001 - 1-й етап                 | -    |            |
| 17/07/2001 | Барранкілья             | Колумбія       | 2 – 0     | Чилі          | Копа Америка 2001 - 1-й етап                 | -    |            |
| 26/07/2001 | Манісалес               | Колумбія       | 2 – 0     | Гондурас      | Копа Америка 2001 - півфінал                 | -    |            |
| 29/07/2001 | Богота                  | Мексика        | 0 – 1     | Колумбія      | Копа Америка 2001 - Фінал                    | 1    | 1 титул    |
| 16/08/2001 | Богота                  | Колумбія       | 0 – 1     | Перу          | Відбір до ЧС 2002                            | -    |            |
| 05/09/2001 | Богота                  | Колумбія       | 0 – 0     | Еквадор       | Відбір до ЧС 2002                            | -    |            |
| 07/10/2001 | Монтевідео              | Уругвай        | 1 – 1     | Колумбія      | Відбір до ЧС 2002                            | -    |            |
| 07/11/2001 | Богота                  | Колумбія       | 3 – 1     | Чилі          | Відбір до ЧС 2002                            | -    |            |
| 14/11/2001 | Асунсьйон               | Парагвай       | 0 – 4     | Колумбія      | Відбір до ЧС 2002                            | -    |            |
| 12/02/2003 | Фінікс                  | Мексика        | 0 – 0     | Колумбія      | товариський матч                             | -    |            |
| 27/03/2003 | Пусан                   | Південна Корея | 0 – 0     | Колумбія      | товариський матч                             | -    |            |
| 08/06/2003 | Мадрид                  | Колумбія       | 0 – 0     | Еквадор       | товариський матч                             | -    |            |
| 18/06/2003 | Ліон                    | Франція        | 1 – 0     | Колумбія      | Кубок Конфедерацій 2003 - 1-й етап           | -    |            |
| 20/06/2003 | Ліон                    | Колумбія       | 3 – 1     | Нова Зеландія | Кубок Конфедерацій 2003 - 1-й етап           | -    |            |
| 26/06/2003 | Ліон                    | Камерун        | 1 – 0     | Колумбія      | Кубок Конфедерацій 2003 - півфіннал          | -    |            |
| 28/06/2003 | Сент-Етьєн              | Колумбія       | 1 – 2     | Туреччина     | Кубок Конфедерацій 2003 - матч за 3-тє місце | -    | 4-те місце |
| 07/09/2003 | Барранкілья             | Колумбія       | 1 – 2     | Бразилія      | Відбір до ЧС 2006                            | -    |            |
| 10/09/2003 | Ла-Пас                  | Болівія        | 4 – 0     | Колумбія      | Відбір до ЧС 2006                            | -    |            |
| 19/11/2003 | Барранкілья             | Колумбія       | 1 – 1     | Аргентина     | Відбір до ЧС 2006                            | -    |            |
| 31/03/2004 | Ліма                    | Перу           | 0 – 2     | Колумбія      | Відбір до ЧС 2006                            | -    |            |
| 02/06/2004 | Кіто                    | Еквадор        | 2 – 1     | Колумбія      | Відбір до ЧС 2006                            | -    |            |
| 05/09/2004 | Сантьяго                | Чилі           | 0 – 0     | Колумбія      | Відбір до ЧС 2006                            | -    |            |
| 09/10/2004 | Барранкілья             | Колумбія       | 1 – 1     | Парагвай      | Відбір до ЧС 2006                            | -    |            |
| 13/10/2004 | Maceio                  | Бразилія       | 0 – 0     | Колумбія      | Відбір до ЧС 2006                            | -    |            |
| 17/11/2004 | Барранкілья             | Колумбія       | 1 – 0     | Болівія       | Відбір до ЧС 2006                            | -    |            |
| 26/03/2005 | Маракайбо               | Венесуела      | 0 – 0     | Колумбія      | Відбір до ЧС 2006                            | -    |            |
| 30/03/2005 | Буенос-Айрес            | Аргентина      | 1 – 0     | Колумбія      | Відбір до ЧС 2006                            | -    |            |
| 04/09/2005 | Монтевідео              | Уругвай        | 3 – 2     | Колумбія      | Відбір до ЧС 2006                            | -    |            |
| 08/10/2005 | Барранкілья             | Колумбія       | 1 – 1     | Чилі          | Відбір до ЧС 2006                            | -    |            |
| 12/10/2005 | Асунсьйон               | Парагвай       | 0 – 1     | Колумбія      | Відбір до ЧС 2006                            | -    |            |
| 25/03/2007 | Маямі                   | Швейцарія      | 1 – 3     | Колумбія      | товариський матч                             | -    |            |
| 28/03/2007 | Богота                  | Колумбія       | 2 – 0     | Парагвай      | товариський матч                             | -    |            |
| 03/06/2007 | Мацумото (Наґано)       | Колумбія       | 1 – 0     | Чорногорія    | товариський матч                             | -    |            |
| 23/06/2007 | Барранкілья             | Колумбія       | 3 – 1     | Еквадор       | товариський матч                             | -    |            |
| 28/06/2007 | Маракайбо               | Парагвай       | 5 – 0     | Колумбія      | Копа Америка 2007 - 1-й етап                 | -    |            |
| 02/07/2007 | Маракайбо               | Аргентина      | 4 – 2     | Колумбія      | Копа Америка 2007 - 1-й етап                 | -    |            |
| 12/08/2009 | Нью-Йорк                | Колумбія       | 1 – 2     | Венесуела     | товариський матч                             | -    |            |
| 05/09/2009 | Медельїн                | Колумбія       | 2 – 0     | Еквадор       | Відбір до ЧС 2010                            | -    |            |
| 09/09/2009 | Монтевідео              | Уругвай        | 3 – 1     | Колумбія      | Відбір до ЧС 2010                            | -    |            |
| 14/10/2009 | Асунсьйон               | Парагвай       | 0 – 2     | Колумбія      | Відбір до ЧС 2010                            | -    |            |
| Усього     |                         | Матчів         | 71        |               | Голів                                        | 5    |            |

## Титули і досягнення

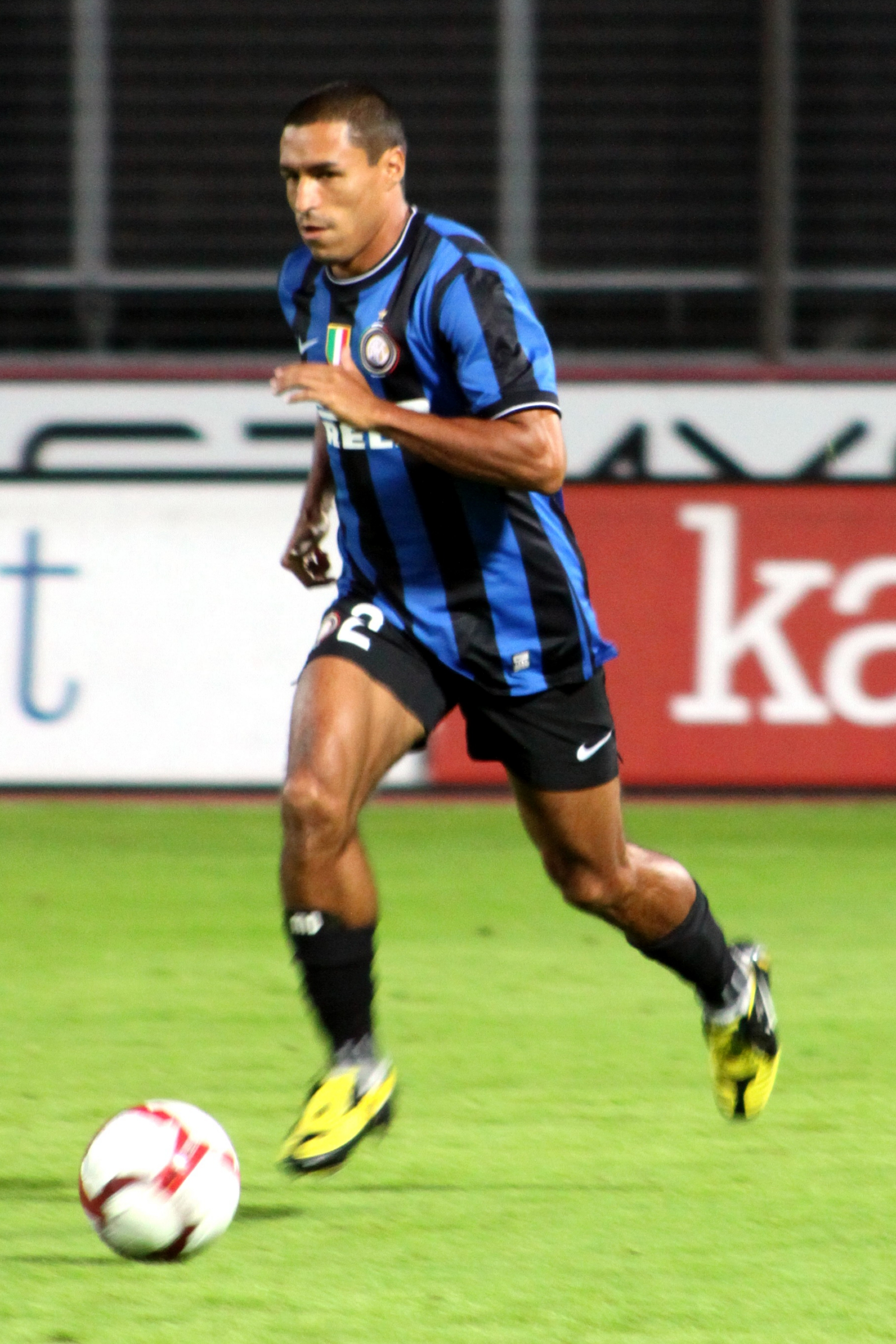
Іван Кордоба у складі «Інтернаціонале». 16 серпня 2009 року

- Володар Кубка Італії (4):

«Інтернаціонале»: 2004-05, 2005-06, 2009-10, 2010-11
- Володар Суперкубка Італії (4):

«Інтернаціонале»: 2005, 2006, 2008, 2010
- Чемпіон Італії (5):

«Інтернаціонале»: 2005-06, 2006-07, 2007-08, 2008-09, 2009-10
- Переможець Ліги чемпіонів УЄФА (1):

«Інтернаціонале»: 2009-10
- Переможець Клубного чемпіонату світу (1):

«Інтернаціонале»: 2010
- Володар Кубка Америки (1):

Колумбія: 2001